# Nikola Damjanac
Nikola Damjanac, mais conhecido no Brasil como Nikola (em sérvio, Никола Дамјанац) (Mostar, 27 de outubro de 1971), é um ex-futebolista sérvio nascido na Bósnia e Herzegovina, que atuava como goleiro. Atualmente, é diretor esportivo.

## Carreira
Revelado por um time da Bósnia chamado FK Velež Mostar, Nikola, como ficou conhecido em sua passagem pelo Brasil, tornou-se ídolo no FK Partizan, um dos maiores times da Sérvia. Em sete temporadas no time da capital, Belgrado, Nikola jogou 76 partidas pelo então Campeonato Iugoslavo de Futebol. Teve uma passagem por empréstimo pelo OFK Belgrado. Depois, esteve na Holanda e na Turquia, jogando, respectivamente, por Roda JC e Antalyaspor.
Defendeu também o Fluminense. Veio para o Brasil, onde ficou conhecido apenas pelo prenome, no rastro de sucesso do compatriota Dejan Petković, e chegou a atuar ao lado de outro iugoslavo, Miodrag Anđelković (o "Andjel"). Assim como este, que jogou também no Coritiba, Nikola chegou a negociar com o Alviverde, mas acabou não indo para a equipe paranaense.
Depois de disputar o Brasileirão de 2001 e ter participado de apenas 3 partidas, Nikola seguiu de volta para o seu país natal, novamente para o OFK Belgrado. Ainda teve uma passagem pelo Saturn (time da primeira divisão russa), e encerrou sua carreira com uma terceira passagem pelo OFK Belgrado.

## Vida pessoal
Nikola é casado com Sanja Terzić (irmã do ex-jogador sérvio Zvezdan Terzić), com a qual tem dois filhos: Aleksa e Nađa Damjanac.

## Títulos
Partizan
- Campeonato Iugoslavo: 1992-93, 1995-96, 1996-97 e 1998-99
- Copa da Iugoslávia: 1991-92 e 1997-98